# ユハル・アグジャケンド
ユハル・アグジャケンド（アゼルバイジャン語: Yuxarı Ağcakənd）は、アゼルバイジャン共和国のゴランボイ県に属する町。アシャギ・アグジャケンドの一部を構成する。